# 纳电子学
纳电子学（英語：Nanoelectronics）是指纳米技术在电子器件（特别是晶体管等）中应用。虽然普遍认为“纳米技术”是使用低于100纳米的工艺水平，纳电子学还是常用于代指特征尺寸很小的电子器件，在这些器件中，原子间相互作用和粒子的量子力学效应不可忽略。其结果是，当前研究的一些电子器件并没有完全满足纳米技术的定义，不过仍然有许多尖端的器件技术能够达到45纳米、32纳米甚至22纳米工艺水平。

计算机仿真展现的纳米线MOSFET中反型沟道的形成（电子密度的变化）。阈值电压在0.45V左右。

纳电子学有时被视为破坏性创新，这是因为它研究的器件产品于传统的晶体管差异很大。目前一些研究的对象有：混合分子半导体电子学、一维碳纳米管、奈米線以及高级的分子电子学、 单原子纳米电子学 。

麻省理工学院官网首页报道唐-崔瑟豪斯理论 (Tang-Dresselhaus Theory) 对不同尺度体系中电子输运性质的描述

纳米器件中的电子输运机制是相应电子器件研发和制造的关键。纳米尺度下，电子输运可以是 扩散输运、弹道输运和 量子跃迁的复杂组合。根据达尼尔∙罗德于贝尔实验室提出的罗德理论与唐爽和崔瑟豪斯夫人于麻省理工学院提出的唐-崔瑟豪斯理论 ，微电子器件尺度下的电子输运机制依然能由单个电子携带的熵变最大值推知，而此最大值可以通过热功率测得。

## 延伸阅读
Bennett, Herbert S.; Andres, Howard; Pellegrino, Joan; Kwok, Winnie; Fabricius, Norbert; Chapin, J. Thomas.  (PDF). Journal of Research of the National Institutes of Standards and Technology. March–April 2009, 114 (2): 99–135. （原始内容 (PDF)存档于2010年5月5日）. 
Despotuli, Alexander; Andreeva, Alexandra.  (PDF). International Journal of Nanoscience (World Scientific Publishing Co.). August–October 2009, 8 (4–5): 389–402. Bibcode:2009IJN....08..389D. doi:10.1142/S0219581X09006328. 
- Online course on Fundamentals of Electronics （页面存档备份，存于） by Supriyo Datta (2008)